# Station Klimmen-Ransdaal
Station Klimmen-Ransdaal is het spoorwegstation van Klimmen en Ransdaal in de gemeente Voerendaal. Het stationsgebouw, een ontwerp van George van Heukelom, stamt uit 1913 en ligt aan de spoorlijn de Heuvellandlijn (Maastricht - Heerlen). In het gebouw was sinds 2005 een brasserie gevestigd en sinds september 2012 huisvest het een cafetaria. Het stationsgebouw is een rijksmonument.
Op het station zijn kaartautomaten van NS en Arriva aanwezig en er staat een oplaadpunt voor ov-chipkaarten. Verder is er een fietsenstalling te vinden en liggen er parkeerplaatsen voor auto's.
Het station werd zowel in 2019 als in 2020 door reizigers aangewezen als meest gewaardeerde station van Nederland. In 2021 deed het niet mee voor de prijs omdat er vanwege de coronamaatregelen onvoldoende reizigers waren om te ondervragen.
In 2023 werd het Station Klimmen-Ransdaal op basis van een enquête onder 85.000 reizigers opnieuw uitgeroepen tot meest gewaardeerde station van Nederland. Ook in 2024 en 2025 was dit het geval.

## Treinverbindingen
De volgende treinserie halteert in de dienstregeling 2025 te Klimmen-Ransdaal:
| Serie       | Treinsoort         | Route | Bijzonderheden |
| ----------- | ------------------ | --- | -------------- |
| 32000 RS 18 | Stoptrein (Arriva) | Maastricht Randwyck – Maastricht – Klimmen-Ransdaal – Heerlen – Landgraaf – Eygelshoven – Chevremont – Kerkrade Centrum |                |

## Voor- en natransport
Sinds de dienstregeling van 2017 (11 december 2016) stoppen er geen bussen meer op station Klimmen-Ransdaal.

## Afbeeldingen

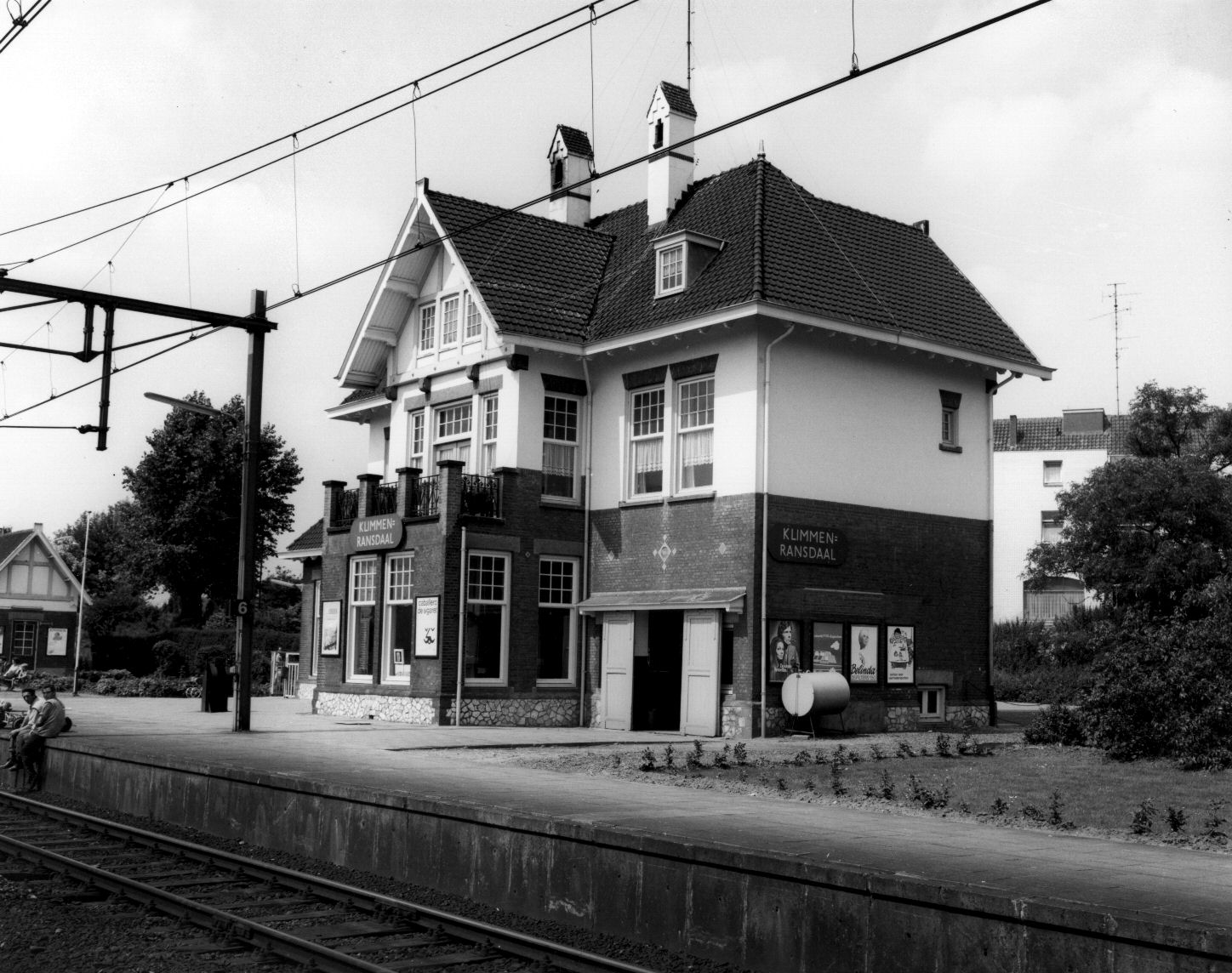
Station in 1970
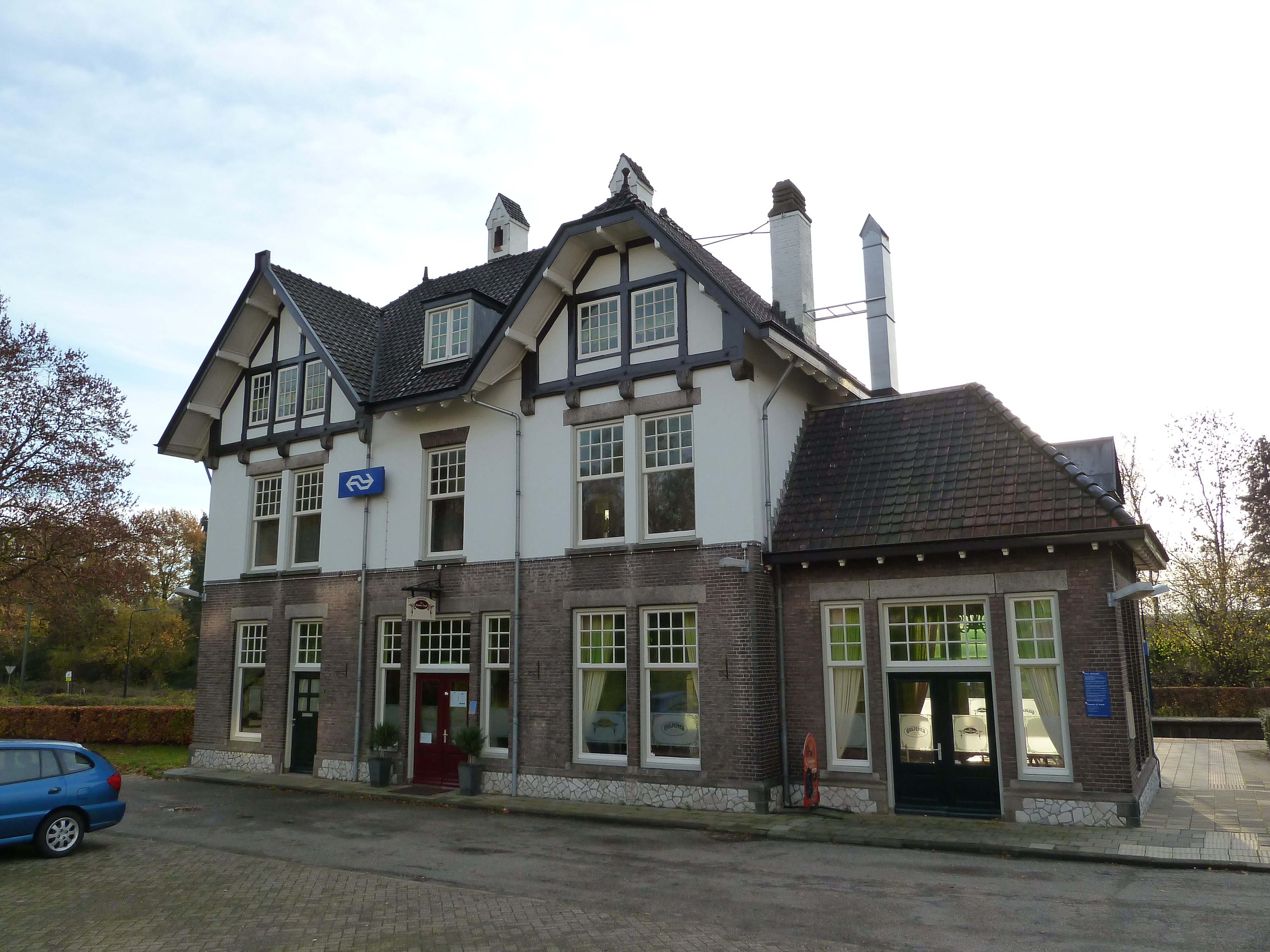
Station in 2010
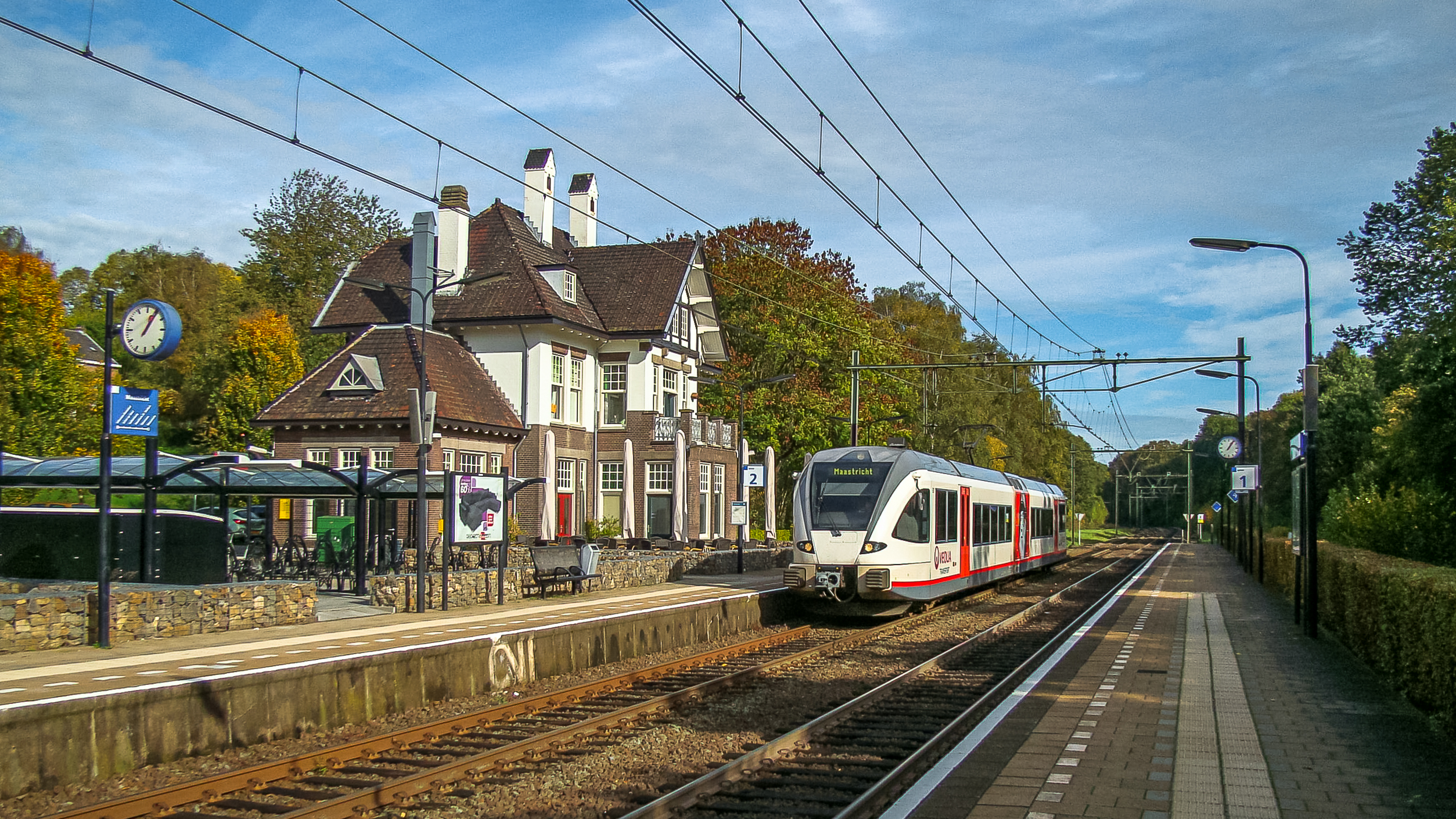
Veolia op het station
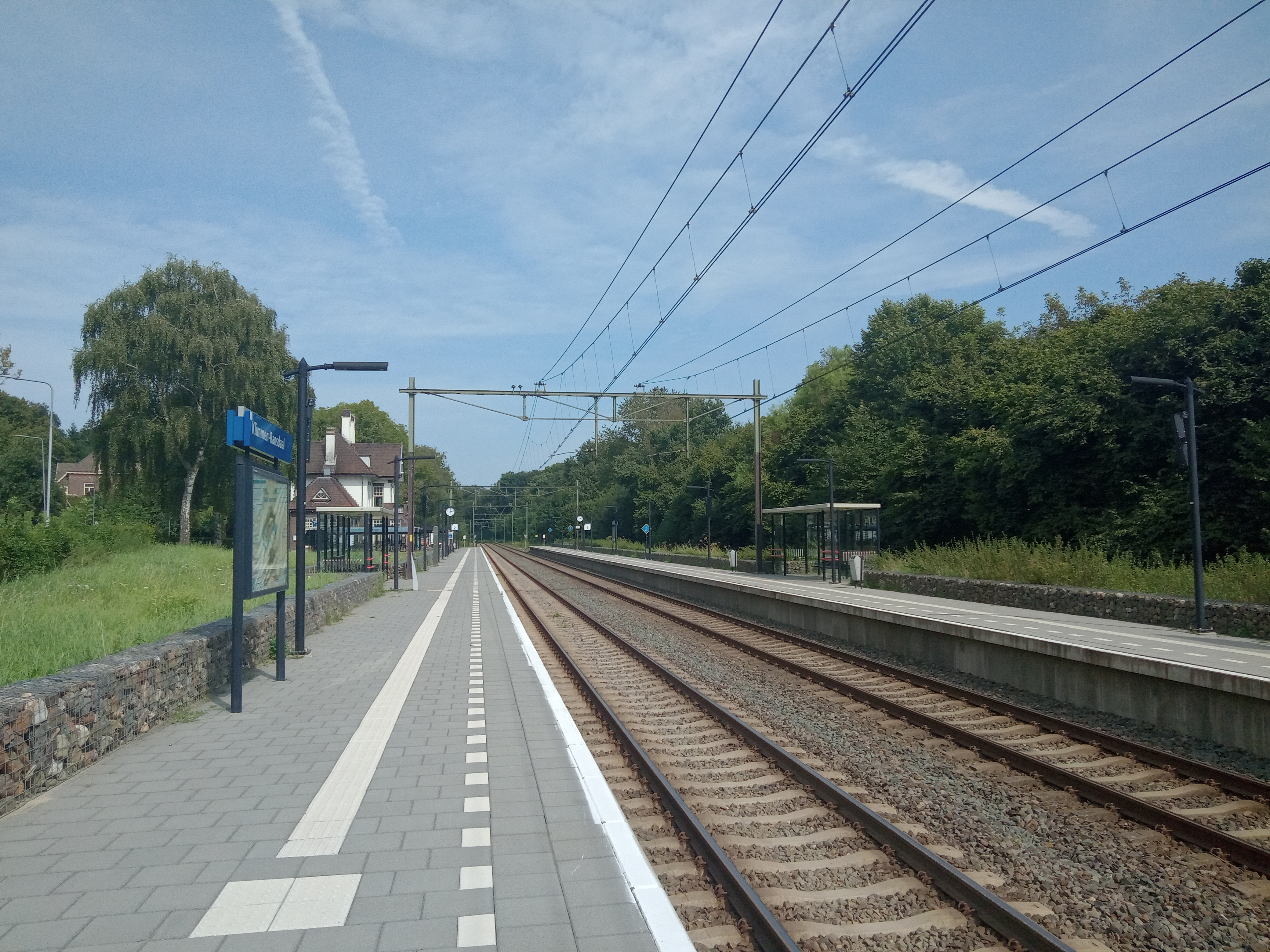
De perrons
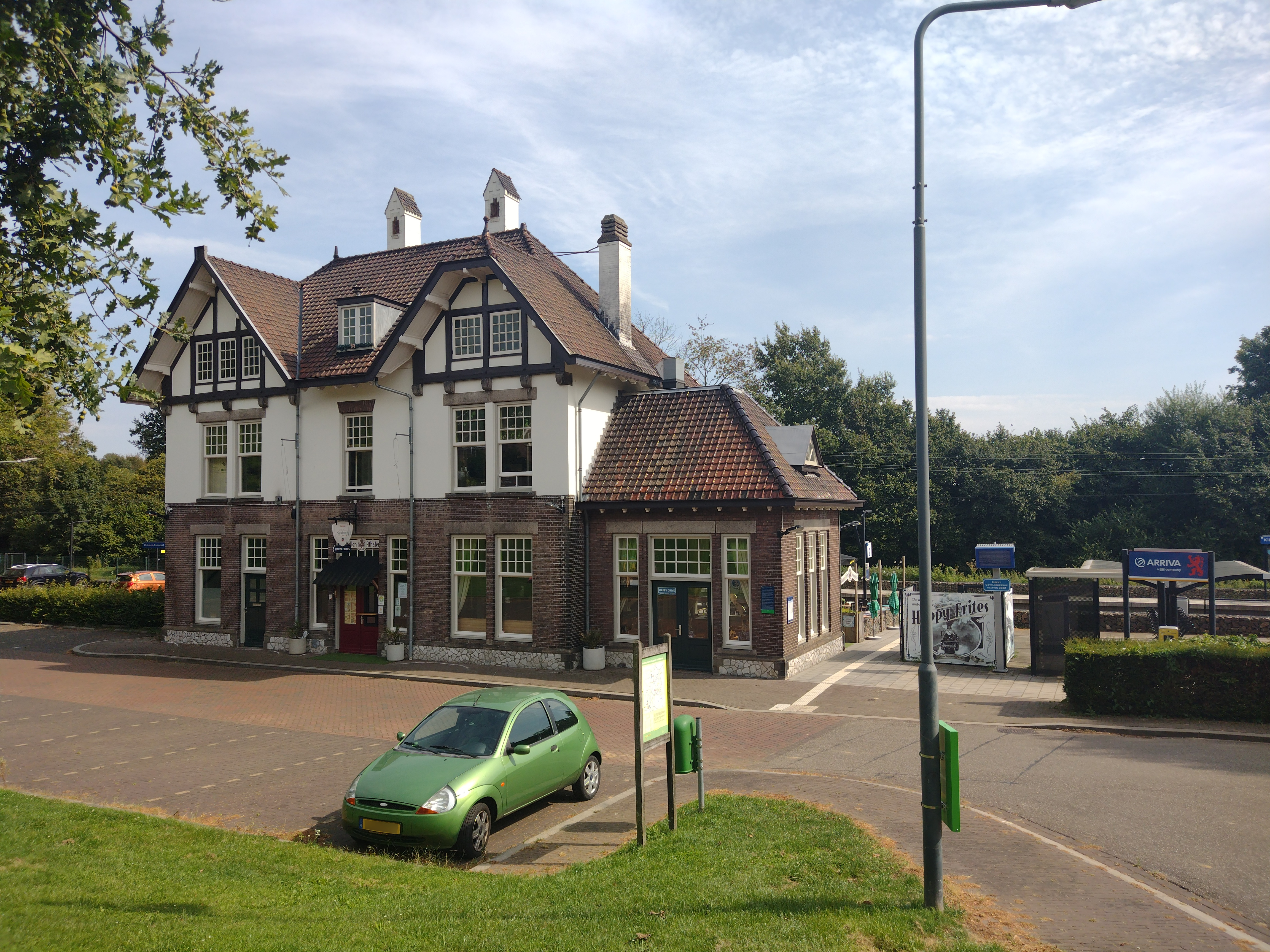
Het station in 2024

0: Heerlen ·
Heerlen Woonboulevard ·
2: Voerendaal ·
6: Klimmen-Ransdaal ·
8: Schin op Geul
Beek-Elsloo ·
Blerick · 
Bunde · 
Chevremont · 
Echt ·
Eijsden ·
Eygelshoven ·
-Markt · 
Geleen:
-Lutterade · 
-Oost · 
Heerlen ·
-Woonboulevard ·
Hoensbroek · 
Horst-Sevenum · 
Houthem-Sint Gerlach · 
Kerkrade Centrum ·
Klimmen-Ransdaal · 
Landgraaf · 
Maastricht ·
-Noord · 
-Randwyck · 
Meerssen ·
Mook-Molenhoek ·
Nuth · 
Reuver · 
Roermond ·
Schin op Geul · 
Schinnen · 
Sittard · 
Spaubeek · 
Susteren · 
Swalmen · 
Tegelen · 
Valkenburg · 
Venlo · 
Venray ·
Voerendaal · 
Weert
Voormalige stations: zie de lijst van voormalige spoorwegstations in Limburg (Nederland)